# Max Cahner i Garcia
Max Cahner i Garcia (Bad Godesberg, 3 december 1936 – Barcelona, 14 oktober 2013) was een geschiedkundige, uitgever, hoogleraar en politicus voor de partijen Convergència Democràtica de Catalunya en Acció Catalana.

## Leven

### Jeugd en opleiding
Max Cahner werd geboren in Bad Godesberg op 3 december 1936. Heinrich Cahner, zijn grootvader aan vaderskant was van Duits-Joodse afkomst en op het einde van de negentiende eeuw naar Catalonië uitgeweken, zijn moeder, Maria del Sagrari Garcia i Fuertes, was afkomstig uit de Madrileense wijk Lavapiés. Ze waren in juni 1929 in Barcelona gehuwd en in 1936 bij het uitbreken van de Spaanse Burgeroorlog, kort voor zijn geboorte, naar Duitsland uitgeweken. De toestand in het antisemitische nazi-Duitsland was niet echt geruststellend en al in 1937 keerden ze eerst naar Gallicië en vervolgens snel naar Barcelona terug.
Van 1939 tot 1945 studeerde hij aan de Duitse School in Barcelona, die mede door zijn grootvader was opgericht. In 1952 begon hij studies scheikunde en recht aan de Universitat de Barcelona, met de idee later zijn vader, die een verfwinkel in Badalona uitbaatte bij te staan. Via zijn vijf jaar oudere studiegenoot en schrijver Albert Manent i Segimon kwam hij in contact met de catalanistische beweging. In 1976 behaalde hij een master in de scheikunde en een doctoraat in de filosofie aan de Universiteit van Barcelona. Kort daarop huwde hij met de geschiedkundige Eulàlia Duran, dochter van de historicus en museoloog Agustí Duran i Sanpere. Het huwelijk werd in 1986 op kerkelijke gronden ongeldig verklaard en hij huwde ten tweeden male met Maria Isabell Picallo.
In 1957 nam hij deel aan een van de eerste antifranquistische betogingen aan de Universiteit van Barcelona, de zogenaamde Gebeurtenissen van de paranimf en in 1964 werd hij wegens zijn catalanistische activisme uit Spanje uitgewezen, wat mede verklaart waarom hij pas in 1976 kon afstuderen.

### Culturele en burgerlijke carrière

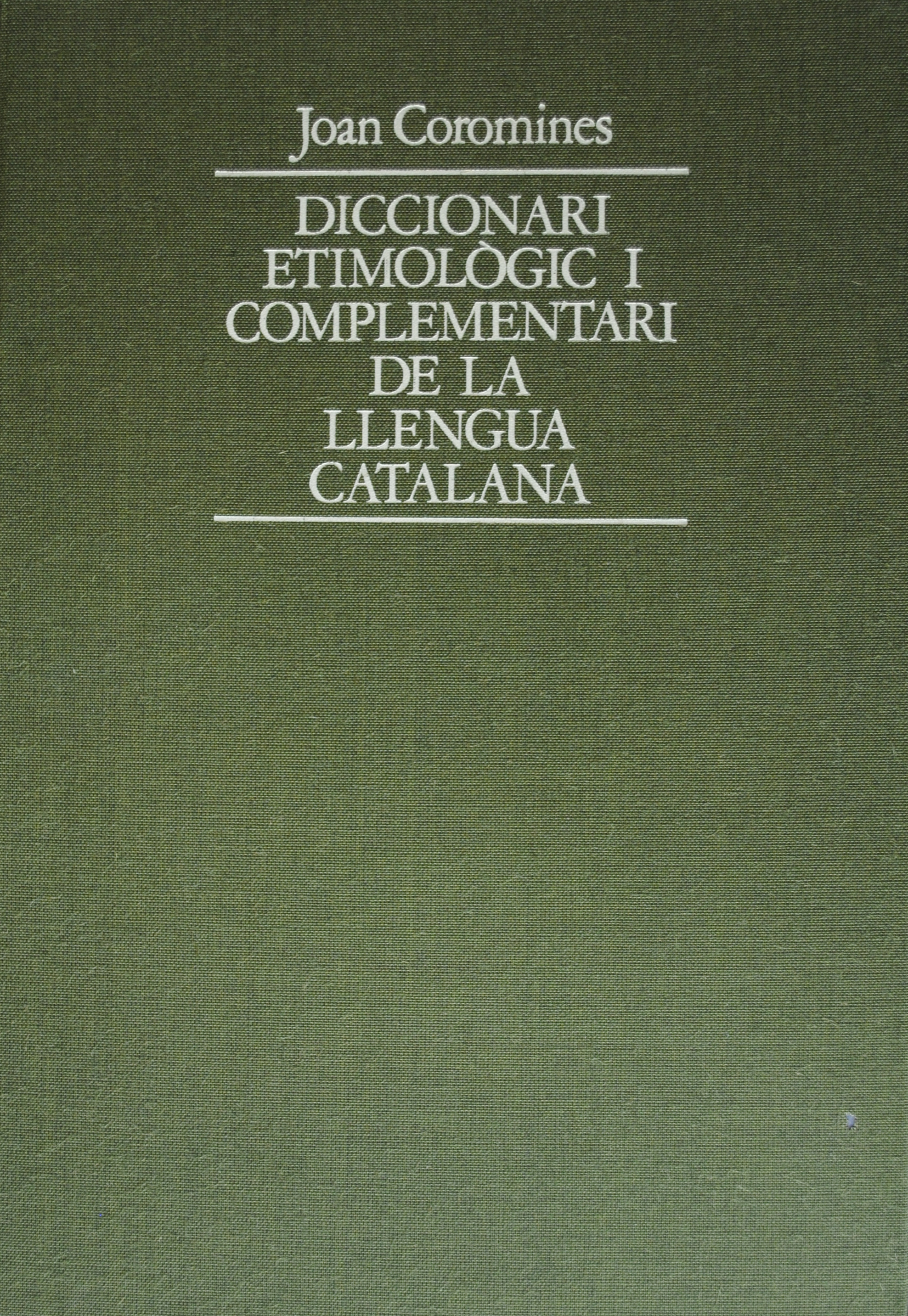
Frontispies van het eerste deel van het Diccionari etimològic i complementari de la llengua catalana, van Joan Coromines, aan de uitgave waarvan Cahner meegewerkt heeft

Met Ramon Bastardas blies hij het tijdschrift Serra d'Or in 1959 nieuw leven in en twee jaar later, in 1961, richtte hij de uitgeverij Edicions 62 op, waarvan hij tot in 1969 zaakvoerder bleef. Tijdens zijn tijd bij Edicions 62, toen het uitgeven in het Catalaans een hachelijke evenwichtsoefening was in de strijd met de nationaalkatholieke censuur en de unionistische dictatuur, zagen ondanks alle tegenkantingen een aantal belangrijke uitgaven het licht zoals: Catalunya dins l'Espanya moderna (1964–1968), van Pierre Vilar; Els altres catalans (De andere Catalanen) of het verhaal van de integratie van inwijkelingen uit Zuid-Spanje, door Francesc Candel, volgens Cahner "de brug tussen immigranten en de mensen van het land" en het essai van Joan Fuster i Ortells Nosaltres, els valencians (Wij, Valencianen).
In 1972 richtte hij de uitgeverij Curial Edicions Catalanes op. Curial publiceerde al snel enkele standaardwerken zoals het etymologische woordenboek Diccionari etimològic i complementari de la llengua catalana in tien delen en het Onomasticon Cataloniae, van Joan Coromines, in acht delen. Uit die samenwerking met Coromines zou een jarenlange vriendschap groeien. Daarnaast publiceerde hij ook de tijdschriften Randa, Recerques en Els Marges. en leverde een belangrijke bijdrage aan de publicatie van de Gran Enciclopèdia Catalana, de organisatie van het Congrés de Cultura Catalana en de campagne "Identificació del territori. Català al carrer" (Identificatie op het territorium: Catalaans op straat). Van 1975 tot 2006 was hij hoogleraar Catalaanse Letterkunde aan de Universitat de Barcelona. In al zijn activiteiten streefde hij er steeds naar de culturele en politieke banden met het Land van Valencia aan te halen. In die context leerde hij in 1954 de schrijver Joan Fuster kennen en uit een aanvankelijk zakelijke relatie groeide een lange vriendschap.
Cahner was een stichtend lid van de Societat Catalana de Llengua i Literatura, een dochtervereniging van het Institut d'Estudis Catalans, in 1986. Van 20 tot 22 februari 1987 organiseerde hij in Vic de 1. Jornades sobre el Nacionalisme Català (Eerste studiedagen over het Catalaanse nationalisme), gesteund door de stichting Revista de Catalunya. Tussen de deelnemers bevond zich de fine fleur van de Catalanistische intellectuelen, politici en vaklui zoals Francesc Candel, Miquel Roca, Miquel Sellarès, Josep-Lluís Carod-Rovira, Joan B. Culla, Oriol Pi de Cabanyes, Salvador Cardús, Segimon Serrallonga i Heribert Barrera, een initiatief dat zich tot in 1995 jaarlijks zou herhalen.
Van 1987 tot 13 december 1991 was hij voorzitter van de raad van beheer, uitgever en directeur van de krant Avui. Tot aan zijn ontslag in 1992 was hij commissaris van het project Nationaal Catalaans Theater. Van 1992 tot 1997 en van 2000 tot 2005 was hij lid van de jury van de Premi d'Honor de les Lletres Catalanes. Hij was ook curator van de erfenis van Joan Fuster en van Pere Coromines.

### Politieke carrière

#### Regionaal minister
Cahner was een van de stichters van de partij Nacionalistes d'Esquerra (Linkse Nationalisten) en van 1980 tot 1984 als onafhankelijke, regionaal minister voor de Media voor de Generalitat de Catalunya in de eerste regering van Jordi Pujol i Soley. met de schrijver en journaliste Agustí Pons i Mir als kabinetschef.
Onder zijn leiding werden oude culturele instellingen die door de dictatuur waren afgeschaft, opnieuw opgebouwd en nieuwe instellingen opgericht zoals het Catalaans Nationaal Archief, de Filmoteca de Catalunya, het nieuwe Teatre Nacional de Catalunya, L'Auditori en het Centre d'Art Santa Mònica. Hij legde ook de basis voor een netwerk van lokale bibliotheken, musea en archieven. Hij stond aan de wieg van de wet op de normalisering van de Catalaanse taal, het plan voor de promotie van de volkscultuur en van 1980 tot 1982 de oprichting van de Catalaanse audiovisuele media. Vanaf 1982 organiseerde hij de staatssteun aan boeken in het Catalaans en de oprichting van het Centre de Restauració de Béns Mobles de Catalunya voor de restauratie van kunstwerken.
Cahner werd in oktober 1986 lid van de politieke partij Convergència Democràtica de Catalunya (CDC) en actief in het cultureel comité. Bij de regionale verkiezingen van 1988 werd hij op de CDC-lijst als afgevaardigde voor Barcelona verkozen, een functie die hij tot 1992 zou vervullen. Bij de Europese Parlementsverkiezingen van 1989 stond hij vierde op de lijst van Convergència i Unió (CiU), maar werd niet verkozen. In april 1998 werd hij lid van het Nationaal Executief Comité van CiU.

#### Oprichting vanAcció Catalana
Op 27 maart 1994 diende hij zijn ontslag in bij de partij CDC, omdat hij zich gebruikt voelde als zondebok voor de verdediging van het recht op zelfbeschikking van Catalonië. Kort daarop richt hij zijn eigen partij op, de Acció Catalana (Catalaanse Actie), met een “nationalistisch, progressief programma voor de zelfstandigheid van Catalonië”.
Bij de Europese verkiezingen van 1994 was hij kandidaat voor het kartel Europa de les Nacions, met als belangrijkste partners Eusko Alkartasuna en Esquerra Republicana de Catalunya (ERC), die geen enkele verkozene haalde. In 1996 vormde Acció Catalana een kartel met Esquerra Republicana de Catalunya (ERC). In 1999 werd hij bij de gemeenteraadsverkiezing als raadslid voor Acció Catalana in de gemeenteraad van Sant Vicenç de Montalt verkozen.
Samen met 34 Catalaanse parlementsleden ondertekende hij in 2003 een verklaring waarin hij het verbod van de lijsten van de Baskische partijen Autodeterminaziorako Bilgunea (AuB) bij de regionale verkiezingen voor het Baskische parlement aanklaagde. Medeondertekenaars waren Josep Maria Ainaud de Lasarte, Josep Benet, Heribert Barrera, Francesc Candel, Pere Esteve, Antoni Gutiérrez Díaz, Jaume Sobrequés en Francesc Vicens.
Hij overleed op zesenzeventigjarige leeftijd in Barcelona op 14 oktober 2013.

## Erkenning

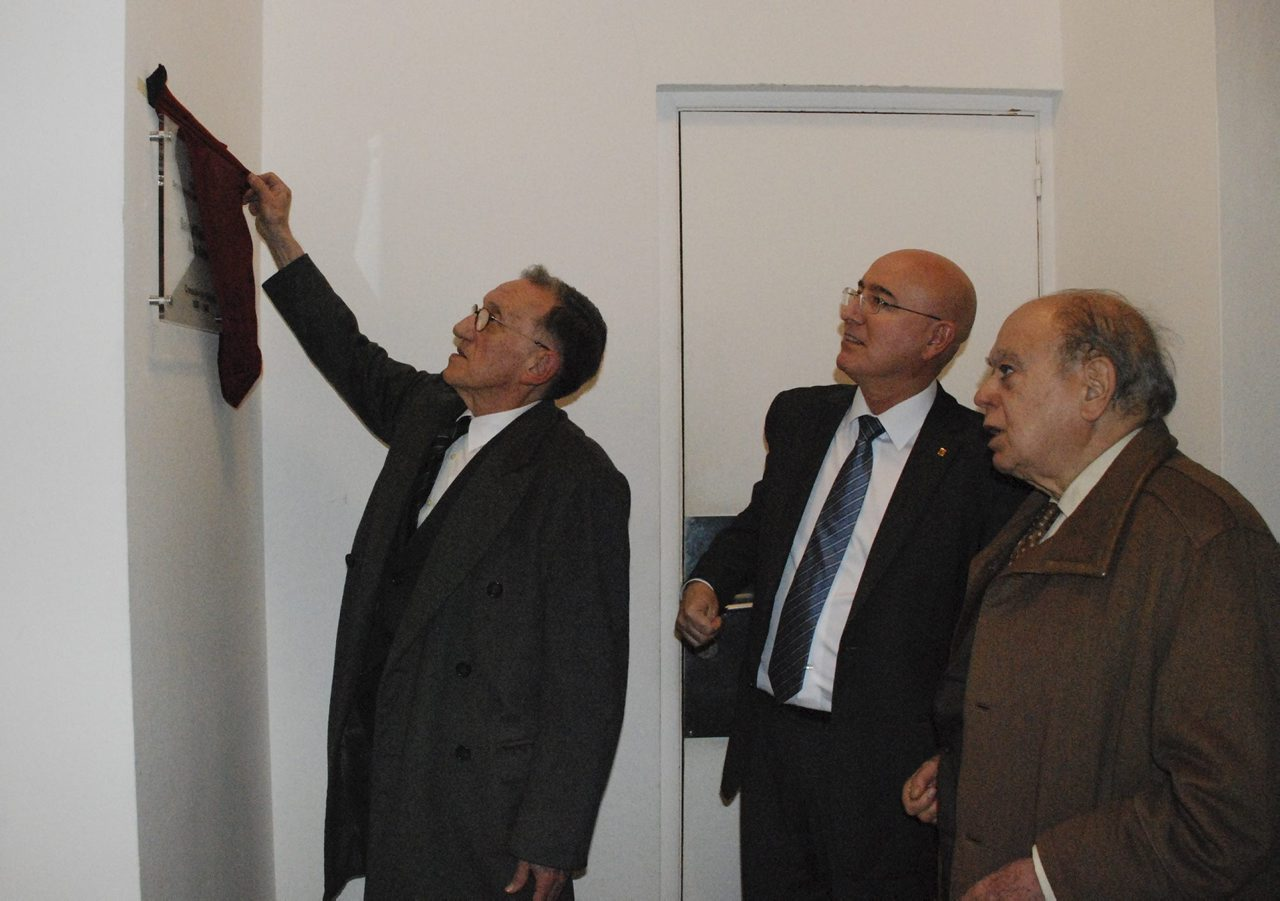
Max Cahner onthult de gedenkplaat in de tentoonstellingszaal van het Palau Moja

- 1996 Creu de Sant Jordi «als motor van vele culturele initiatieven die bijgedragen hebben aan het herstel van de identiteit, de taal en de geschiedenis van de Catalaanse natie, voor het ontwikkelen van de media voor de verspreiding van de Catalaanse cultuur, vooral in het uitgeverswezen, samengevat een prestigieuze carrière. Als erkenning voor zijn onophoudelijke inzet voor de cultuur in dienst van Catalonië»
- In 2007 publiceerde de stichting Fundació Ramon Trias Fargas te zijner ere een Liber amicorum. In december 2010 werd de tentoonstellingszaal in het Palau Moja, de zetel van het Catalaanse ministerie voor Cultuur naar hem vernoemd.[11]
- In 2008 organiseerde het Catalaans Nationaal Archief een academische zitting samen met Òmnium Cultural de Sant Cugat del Vallès, in het bijzijn van Josep M. Castellet, de historicus Josep Fontana, de directeur van het Institució de les Lletres Catalanes, Oriol Izquierdo, de directeur van het Catalaans Nationaal Archief, Josep Maria Sans Travé en de filoloog Joan Tres.[7]
- 2013 Medalla d'Or (postuum), de hoogste Catalaanse onderscheiding.[3]

## Belangrijke uitgaven
- Epistolari del Renaixement (1977–1978)
- Diccionari etimològic i complementari de la llengua catalana, van Joan Coromines
- Gran Geografia Comarcal de Catalunya (1981–1985)
- Obra catalana, van Joan Baptista Anyés
- Literatura de la revolució i la contrarevolució (1789-1849) (1998–2005)